# 1907 год в кино

## Фильмы

### Мировое кино
- «История цивилизации» / La Civilisation à travers les âges , Франция (реж. Жорж Мельес)
- «Туннель под Ла-Маншем, или Франко-английский кошмар» / Tunnel sous la manche ou Le cauchemar franco-anglais, Франция (реж. Жорж Мельес)
- La maison Ensorcelée (1907, Segundo de Chomón) (режиссёр неизвестен)
- Le cochon danseur (режиссёр неизвестен)

### Российское кино
- 23 августа (10 августа по ст. стилю) — вышел первый номер журнала «Кино», первого русского журнала, посвящённого кинематографии.
- Санкт-петербургский фотограф Александр Дранков начинает кинематографическую деятельность, его киноателье начинает работу над постановочным фильмом «Борис Годунов» (фильм не был закончен). Снятый для него фрагмент демонстрировался в августе под названием «Сцена из боярской жизни».
- Московское киноателье Ханжонкова летом начинает работу над постановочным фильмом «Палочкин и Галочкин» (фильм не был закончен).
- 14 октября (1 октября по ст. стилю) — вышел первый номер самого успешного дореволюционного российского журнала «Сине-фоно», который издавался вплоть до 1918 года.
- 21 октября (8 октября по ст. стилю) — будущий знаменитый русский кинопромышленник И. Ермольев становится сотрудником московского отделения фирмы «Братья Пате».

## Знаменательные события
- 19 января — журнал «Variety» опубликовал первую в своей истории кинорецензию.
- 28 ноября — Торговец металлоломом Луис Б. Майер открыл в городе Хэверхилл (штат Массачусетс) свой первый кинотеатр, чем положил начало одной из самых впечатляющих карьер в истории Голливуда.

## Персоналии

### Родились
- 20 января — Паула Вессели, австрийская актриса театра и кино.
- 24 апреля — Евгений Велихов, актёр, лауреат Сталинской премии, Народный артист РСФСР.
- 12 мая — Кэтрин Хепбёрн, американская актриса, четырежды удостоенная премии «Оскар».
- 22 мая — Лоренс Оливье, британский актёр театра и кино, режиссёр, продюсер, один из крупнейших актёров XX века.
- 26 мая — Джон Уэйн, американский актёр, которого называли королём вестерна.
- 30 мая — Антон Маринович, болгарский кинорежиссёр и сценарист.
- 16 июля — Барбара Стэнвик, популярная в 1930—1940-х годах американская киноактриса.
- 15 сентября — Фэй Рэй, американская актриса, звезда фильма «Кинг-Конг».
- 26 сентября — Геза фон Радваньи, венгерский кинорежиссёр, сценарист, продюсер и монтажёр.